# Senat Sahm I
Der Senat Sahm I war die Regierung der Freien Stadt Danzig vom 7. Dezember 1920 bis 10. Dezember 1924.

## Geschichte
Am 20. Oktober 1920 wurde die Verfassunggebende Versammlung für die neue Freie Stadt Danzig gewählt. Dieses war die offizielle Gründung eines Gebietes, das völkerrechtlich selbstständig war und neben Danzig auch die Städte Zoppot, Tiegenhof und weitere Gemeinden umfasste.
Am 6. Dezember 1920 wurde der Senat als erste Regierung durch den neuen Volkstag gewählt. Er begann am 7. Dezember seine Tätigkeit und löste den bisherigen (provisorischen) Staatsrat als Leitungsgremium ab. Der Senat bestand aus einem Präsidenten, einem stellvertretenden Präsidenten, 7 hauptamtlichen und 13 nebenamtlichen Senatoren, gemäß Artikel 25 der neuen Verfassung. Präsident war der bisherige  Vorsitzende des Staatsrats Heinrich Sahm. Daneben waren Vertreter der Deutschnationalen Volkspartei, der Zentrumspartei, der Freien Wirtschaftlichen Vereinigung und der Deutschdemokratischen Partei, sowie weitere parteilose Mitglieder vertreten. Die beiden letztgenannten Parteien schlossen sich 1921 zur Deutschen Partei für Wirtschaft und Fortschritt zusammen.
Nach der Wahl zum zweiten Volkstag im Dezember 1923 sollte am 15. Januar 1924 der Senat turnusmäßig bestätigt werden. Die hauptamtlichen Senatoren wurden wiedergewählt, bei den nebenamtlichen Senatoren wurde der bisherige Senator Julius Jewelowski durch die Deutschnationale Volkspartei abgelehnt. Daraufhin traten alle nebenamtlichen Senatoren zurück. Am 16. Januar wurden neue nebenamtliche Senatoren gewählt, darunter einige der bisherigen Amtsinhaber. Die Mitglieder der Deutschen Partei für Wirtschaft und Fortschritt, zu der Jewelowski gehörte, waren nicht mehr vertreten. Dafür gab es zwei neue Senatoren aus der Deutsch-Danziger Volkspartei.
Am 10. Dezember 1924 endete die Tätigkeit des Senats Sahm I. Nach einer erneuten Wahl der nebenamtlichen Senatoren wurde der Senat Sahm II gebildet.

## Senatoren

### Hauptamtliche Senatoren
Es gab 7 hauptamtliche Senatoren und einen Präsidenten. Diese gehörten zur Deutschnationalen Volkspartei (DNVP), der Zentrumspartei, der Deutschdemokratischen Partei oder waren parteilos.
| Amt                       | Name              | Partei                                                                              | Bemerkungen           |
| ------------------------- | ----------------- | ----------------------------------------------------------------------------------- | --------------------- |
| Präsident des Senats      | Heinrich Sahm     | parteilos                                                                           |                       |
| Inneres                   | Wilhelm Schümmer  | Zentrumspartei                                                                      |                       |
| kommunale Angelegenheiten | Hubertus Schwartz |                                                                                     |                       |
| Kultus                    | Hermann Strunk    | Deutschdemokratische Partei, ab 1921 Deutsche Partei für Wirtschaft und Fortschritt |                       |
| Finanzen                  | Ernst Volkmann    | parteilos                                                                           | am 8. Februar gewählt |
| öffentliche Arbeiten      | Otto Leske        |                                                                                     |                       |
| Staatsbetriebe            | Ludwig Noé        | Deutschdemokratische Partei, ab 1921 Deutsche Partei für Wirtschaft und Fortschritt | bis 26. April 1921    |
| Staatsbetriebe            | Wolf Runge        |                                                                                     | ab 27. April 1921     |
| Justiz und Soziales       | Albert Frank      | Deutschnationale Volkspartei                                                        |                       |

### Nebenamtliche Senatoren Dezember 1920 – Januar 1924
Es gab 13 parlamentarische Senatoren, die unbesoldet waren. Die Deutschnationale Volkspartei stellte 6 Vertreter, die Zentrumspartei 3, die Freie Wirtschaftliche Vereinigung 2 und die Deutschdemokratische Partei 2.  Dazu kam der Stellvertreter des Präsidenten Ernst Ziehm.
| Amt                            | Name                                            | Partei                                                                                      | Bemerkungen                       |
| ------------------------------ | ----------------------------------------------- | ------------------------------------------------------------------------------------------- | --------------------------------- |
| Stellvertreter des Präsidenten | Ernst Ziehm (am 16. Januar 1924 wiedergewählt)  | Deutschnationale Volkspartei                                                                |                                   |
| Landwirtschaft und Forsten     | Franz Ziehm (am 16. Januar 1924 wiedergewählt)  | Deutschnationale Volkspartei                                                                |                                   |
| Handwerk                       | Gustav Karow (am 16. Januar 1924 wiedergewählt) | Deutschnationale Volkspartei                                                                |                                   |
| Wirtschaft                     | Julius Jewelowski                               | Deutschdemokratische Partei, DDP, ab 1921 Deutsche Partei für Wirtschaft und Fortschritt    | am 18. Januar 1924 zurückgetreten |
| Ernährung                      | Paul Eschert                                    | Freie Wirtschaftliche Vereinigung, seit 1921 Deutsche Partei für Wirtschaft und Fortschritt |                                   |
| Sparkasse                      | Gustav Fuchs                                    | Freie Wirtschaftliche Vereinigung, seit 1921 Deutsche Partei für Wirtschaft und Fortschritt |                                   |
| Postverwaltung                 | Emil Förster                                    | Deutschdemokratische Partei, seit 1921 Deutsche Partei für Wirtschaft und Fortschritt       |                                   |
|                                | Georg Bennecke                                  | Deutschnationale Volkspartei                                                                | bis 30. April 1921                |
| Bruno Jansson                  | Deutschnationale Volkspartei                    | ab 27. Mai 1921                                                                             |                                   |
|                                | Karl Kette                                      | Deutschnationale Volkspartei                                                                |                                   |
|                                | Otto Pertuss                                    | Deutschnationale Volkspartei DNVP                                                           |                                   |
|                                | Richard Senftleben                              | Deutschnationale Volkspartei                                                                |                                   |
|                                | Johann Krause                                   | Zentrum                                                                                     | Gewerkschaftssekretär             |
|                                | Anton Sawatzki                                  | Zentrum                                                                                     |                                   |
|                                | Karl Fuchs                                      | Zentrum                                                                                     |                                   |

### Nebenamtliche Senatoren Januar – Dezember 1924
Am 15. (und 18.) Januar 1924 traten alle bisherigen nebenamtlichen Senatoren zurück, da der bisherige Senator Julius Jewelowski durch die Deutschnationale Volkspartei zur Wiederwahl abgelehnt wurde. Am 16. Januar wurden  neue nebenamtliche Senatoren bestimmt, darunter einige der bisherigen. Die Deutschnationale Volkspartei stellte nun 7 Vertreter, die Zentrumspartei 4, die Deutsch-Danziger Volkspartei 2. Dazu kam der bisherige Stellvertreter des Präsidenten Ernst Ziehm.
| Amt                            | Name                 | Partei                       | Bemerkungen                                                            |
| ------------------------------ | -------------------- | ---------------------------- | ---------------------------------------------------------------------- |
| Stellvertreter des Präsidenten | Ernst Ziehm          | Deutschnationale Volkspartei | wiedergewählt                                                          |
| Landwirtschaft und Forsten     | Franz Ziehm          | Deutschnationale Volkspartei | wiedergewählt                                                          |
| Handwerk                       | Gustav Karow         | Deutschnationale Volkspartei | wiedergewählt                                                          |
|                                | Karl Kette           | Deutschnationale Volkspartei | wiedergewählt                                                          |
|                                | Otto Pertuss         | Deutschnationale Volkspartei | wiedergewählt am 23. Januar 1924, nach Jewelowskis Rücktritt           |
|                                | Richard Senftleben   | Deutschnationale Volkspartei | wiedergewählt                                                          |
|                                | Otto Schulze         | Deutschnationale Volkspartei | neu gewählt                                                            |
|                                | Eduard Bosselmann    | Deutschnationale Volkspartei | neu gewählt                                                            |
|                                | Anton Sawatzki       | Zentrum                      | wiedergewählt                                                          |
|                                | Karl Fuchs           | Zentrum                      | wiedergewählt                                                          |
|                                | Johann Krause        | Zentrum                      | wiedergewählt                                                          |
|                                | Willibald Wiercinski | Zentrum                      | neu gewählt                                                            |
|                                | Ernst Unger          | Deutsch-Danziger Volkspartei | neu gewählt, trat am 15. Oktober 1924 zurück, kein Nachfolger bestimmt |
|                                | Ernst Briechle       | Deutsch-Danziger Volkspartei | neu gewählt, trat am 2. Juli 1924 zurück, kein Nachfolger bestimmt     |